# 池端忍
池端 忍（いけはた しのぶ、1984年2月13日 - ）は、日本のタレント、グラビアアイドル、モデル。
富山県富山市出身。オスカープロモーションに所属していた。

## 来歴・人物
1997年の第7回全日本国民的美少女コンテストで上戸彩とともに審査員特別賞を受賞しモデルとしての活動を始める。活動当初は富山から通っていたが、堀越高等学校入学を機に上京。10人組のガールズユニット『10ガールズ』（テンガールズ）としての活動もあった。
2004年に12代目トリンプ・イメージガールに選ばれ、同年4月30日にファースト写真集「池端忍写真集 relax angel」を、4月23日にはファーストDVD「池端忍 Refine～リファイン～」を発売した。
2005年7月1日にプロ野球横浜ベイスターズ（当時）の古木克明と結婚。2006年1月16日に第一子となる女児を出産。その後神戸市へ転居したが2012年7月に離婚。女児の親権は池端本人が持った。後に『踊る!さんま御殿!!』に出演した際、結婚式風の仕事をした時の写真を古木に見せたら「ウエディングドレスを着れて良かったね」と言い返されたことを明かしている。
現在は子どもと富山県の実家に在住し、地元の富山を中心にモデル・タレント活動を行う傍ら、2013年から毎年9月の秋分の日に開催している『総曲輪コレクション』の総合プロデューサーも務めている。
年度は不明ながら再婚し、2021年に第二子（長男）を出産した。
古木との間に生まれた長女は池端美悠としてスターダストプロモーションに所属し、モデル・俳優をしている。
ピアノ・キーボード奏者で富山を中心に活動している池端愛は実姉。2017年9月27日放送のミニ番組『元気の源〜愛情の味でつながる物語〜』（富山テレビ放送）では、姉と一緒に鍋を食する場面が見られた。

## 主な出演歴

### テレビ番組
- Be Olive（2004年・WOWOW）
- ドラマ「雨と夢のあとに」ミキ役（2005年・テレビ朝日）
- バラエティー「ジャンクSPORTS 春の奥様SP」（2006年4月9日・フジテレビ）
- ニュース富山人「池端忍のトレンドナビ」（2016年3月31日 - 毎月1回放送・NHK富山）

### ラジオ
- grace「ブルーコムブルー 池端忍のRefine Life」（毎月第1月曜日放送・FMとやま）
- ラジオ富山人（2016年4月1日 - ・NHKラジオ第1富山ローカル）

### CM
- DHC（2004年）
- マッスルジム富山店（2015年）
- オリバー（リフォーム会社）
- メルセデス・ベンツ富山（2016年）

### 出版・雑誌
- 「VERY」（光文社）
- 「SAKURA」（小学館）

## 作品

### 写真集
- relax angel（2004年・英知出版）

### DVD
- Refine～リファイン～（2004年4月23日発売・サイゾー）
- SUN BEAUTY（2005年4月25日発売・フォーサイド・ドットコム）
- SHINOBY!（2005年7月1日発売・ビクターエンタテインメント）